# Acholla multispinosa
Acholla multispinosa är en insektsart som först beskrevs av De Geer 1773.  Acholla multispinosa ingår i släktet Acholla och familjen rovskinnbaggar. Inga underarter finns listade i Catalogue of Life.